# TOKYO MX news FLAG
『TOKYO MX news FLAG』（トウキョウ・エムエックス・ニュース・フラッグ）は、東京メトロポリタンテレビジョン（TOKYO MX）で放送していた報道番組及び統一ブランドである。

## 概要
2020年4月1日から3年間放送されていた平日夜の報道番組『news TOKYO FLAG』と、2021年4月1日から2年間放送されていたスポットニュース番組『MX news FLAG』の後継番組として開始した。全時間帯において同じニュース番組名となるのは、『TOKYO MX NEWS』以来3年ぶりとなる。
毎日昼と午後に4分番組として東京のニュースを中心にコンパクトに凝縮して放送するほか、平日20:00〜20:30はその日の都内の出来事を区市町村単位で細かく伝えるとしている。
20時台のニュースはTOKYO MXのアナウンサー兼記者を務める田中陽南がメインキャスターとして、現場取材に注力しながら東京に暮らす人にとって役立つ情報を分かりやすく伝える。加えて、毎日各界の専門家がスタジオ出演し、独自の視点でその日のニュースを詳しく解説するとしている。
さらに、YouTubeの「TOKYO MX news FLAG」公式チャンネルも積極的活用し、ニュース映像を配信するとしており、放送時間に関係なく放送前の速報映像を届けたり、放送では収まりきらない記者会見の全編映像を届けたりするなど、放送とYouTubeのハイブリッドで多くの視聴者に役に立つニュースを届けるとしている。
2024年9月29日分の放送をもって終了。夜のワイドニュース枠は『堀潤 Live Junction』、日中並びに週末のスポットニュース枠は『TOKYO MX NEWS』にそれぞれ移行した。

## 出演者
〇は『MX news FLAG』から、●は『news TOKYO FLAG』からそれぞれ継続。
平日昼
- 風戸星那（TOKYO MXアナウンサー兼記者） - 月曜日〇
- 伊藤洋平（ボイスワークス所属フリーアナウンサー） - 火・水曜日〇●
- 小松正英（同上） - 木曜日〇
- 田中陽南（TOKYO MXアナウンサー兼記者） - 金曜日〇

平日夜
- 木村カレン（ジョイスタッフ所属フリーアナウンサー） - 月・木曜日〇
- 小松正英（ボイスワークス所属フリーアナウンサー） - 月曜日～水曜日●
- 田中陽南（TOKYO MXアナウンサー兼記者） - 火・水・金曜日
- 桑原秀和（ボイスワークス所属フリーアナウンサー） - 木・金曜日[注 2]

コメンテーター（平日夜）
- 鈴木哲夫（政治ジャーナリスト）[注 3] - 月曜日●
- 松井学（東京新聞） - 隔週火曜日●
- 木原育子（東京新聞） - 隔週火曜日
- 太田昌克（ジャーナリスト） - 隔週水曜日●
- 鎌田靖（ジャーナリスト） - 隔週水曜日
- 清水章弘（教育アドバイザー） - 隔週木曜日[4]●
- 品田英雄（日経BP総研客員研究員） - 隔週木曜日●
- 木寺元（明治大学教授） - 隔週金曜日●
- 川上和久（麗澤大学教授） - 隔週金曜日●

気象キャスター（平日夜）
- 中西希（ジョイスタッフ所属フリーアナウンサーで気象予報士）‐月・火曜日
- 坂口愛美（文化放送アナウンサー、気象予報士としてはウェザーマップと業務提携）‐水・金曜日
- 田﨑麻友美（ウェザーマップ所属気象予報士）‐木曜日

ナレーター（平日夜）
- 滝本沙奈（フリーアナウンサー） - 水曜日[5]

週末昼・夕方
- 牧田更（TOKYO MXアナウンサー兼記者） - 土曜日
- 山崎彩紗（ボイスワークス所属フリーアナウンサー） - 日曜日〇

### 記者[6]
都庁担当
- 椿原萌
- 田中陽南
- 安部 恭輔
- 牧田 更（国政担当兼務）

警視庁担当
- 三好昇真
- 山田清太朗

多摩ニュースセンター担当
- 白井 佑介

遊軍
- 風戸星那
- 曹蒙
- 大澤領
- 岡田和希
- 稲垣一陽
- 牧山尚史
- 増田 有記
- 荘 岳穎
- 相模 康二

## 過去の出演者
平日昼
| 2023.4.3～2024.3.29 |  | 風戸星那 | 伊藤洋平 | 伊藤洋平 | 小松正英 | 木村カレン |

平日夜
| 2023.4.3～2024．3.29 |  | 森田美礼 | 森田美礼 | 森田美礼 | 田中陽南 | 田中陽南 | 小松正英 | 小松正英 | 小松正英 | 桑原秀和 | 桑原秀和 | 鈴木哲夫 | 松井学 | 木原育子 | 太田昌克 | 鎌田靖 | 清水章弘 | 品田英雄 | 木寺元 | 川上和久 | 敷波美保 | 滝本沙奈 | 滝本沙奈 |
|                      |  |          |          |          |          |          |          |          |          |          |          |          |        |          |          |        |          |          |        |          |          |          |          |

### 代打
サブキャスター
- 伊藤洋平（2023年8月28日 - 8月30日）
  - 小松の夏季休暇による。

週末昼・夕方
| 2023.4.1～ 2024.3..31 |  | 木村カレン | 山崎彩紗 |

## 放送時間
平日昼
- 11:00 - 11:04[7]
- 13:00 - 13:04[7]
- 15:00 - 15:05[7]

平日夜
- 20:00 - 20:30[7]

週末昼
- 12:55 - 13:00[7]

週末夕方
- 18:25 - 18:30[7]

## 特別番組

### 選挙特番

#### 統一地方選挙 開票特番 「選挙FLAG 地域のカダイ」
2023年4月23日に実施の統一地方選挙の後半戦の開票特別番組。番組では、実施対象地域の選挙の争点をどこよりも分かりやすく紹介し、刻一刻と動く開票情報を詳しく伝える。また、選挙の動向だけでなく、実施対象地域の課題を検証し、地域住民の目線で地域の課題を考える。さらに、即日開票で当選した全ての新首長の喜びの声と当選後の行政運営の考え方などのインタビューを届けるほか、注目の選挙区では選挙事務所と中継を結び新首長の声を生で届けるとしている。なお、江東区、大田区、江戸川区の3区長選挙は翌日（4月24日）開票されるため、同日放送の『TOKYO MX news FLAG』で詳しく伝えた。
この選挙特番では、地上波（TOKYO MX1）での放送に加えて、「TOKYO MX news FLAG」公式YouTubeチャンネルでの配信を実施した。

##### 放送・配信時間
- 地上波：21:00 - 22:00（TOKYO MX1）[10]
- YouTube：21:00 - 即日開票される全ての首長選挙の当選者決定まで※21:00 - 22:00は、TOKYO MX1で放送する番組と同じ内容を配信。随時中断あり。

##### 出演者
キャスター
- 森田美礼

解説
- 木寺元（明治大学政治経済学部教授、隔週金曜日コメンテーター）

記者解説
- 白井佑介（TOKYO MX記者、都庁記者クラブキャップ）